# Кеневик (Вашингтон)
Кеневик (енгл. Kennewick) град је у америчкој савезној држави Вашингтон. По попису становништва из 2010. у њему је живело 73.917 становника.

## Демографија
Према попису становништва из 2010. у граду је живело 73.917 становника, што је 19.224 (35,1%) становника више него 2000. године.
| Група             | 2000.          | 2010.          |
| Белци             | 42.720 (78,1%) | 50.835 (68,8%) |
| Афроамериканци    | 624 (1,1%)     | 1.262 (1,7%)   |
| Азијати           | 1.161 (2,1%)   | 1.743 (2,4%)   |
| Хиспаноамериканци | 8.503 (15,5%)  | 17.909 (24,2%) |
| Укупно            | 54.693         | 73.917         |